# Polyommatus parameleager
Polyommatus parameleager är en fjärilsart som beskrevs av Ruggero Verity 1936. Polyommatus parameleager ingår i släktet Polyommatus och familjen juvelvingar. Inga underarter finns listade i Catalogue of Life.